# Idar
Idar è una suddivisione dell'India, classificata come municipality, di 29.567 abitanti, situata nel distretto di Sabarkantha, nello stato federato del Gujarat. In base al numero di abitanti la città rientra nella classe III (da 20.000 a 49.999 persone).

## Geografia fisica
La città è situata a 23° 49' 60 N e 73° 0' 0 E e ha un'altitudine di 194 m s.l.m.

## Società

### Evoluzione demografica
Al censimento del 2001 la popolazione di Idar assommava a 29.567 persone, delle quali 15.422 maschi e 14.145 femmine. I bambini di età inferiore o uguale ai sei anni assommavano a 3.767, dei quali 1.978 maschi e 1.789 femmine. Infine, coloro che erano in grado di saper almeno leggere e scrivere erano 20.194, dei quali 11.505 maschi e 8.689 femmine.